# 異口同聲
《異口同聲》是一個由中國浙江衛視製播的真人秀歌唱綜藝節目，明星猜評團成員包含黃國倫、寇乃馨、張宇、魏巡和馮提莫等人。播出日期於2018年2月17日至5月12日，由陳歡主持。

## 比賽規則
「異口同聲」由主要來賓與參賽者（模唱歌手）分別進入「競演門」演出，然後由明星猜評團開始進行票選活動。票數最高的參賽者，可與當集來賓共同演唱。票數最低的參賽者將會被淘汰，並離開節目現場。

## 每期節目內容
| 集数   | 首播日期      | 原唱歌手           | 演唱曲目 | 结果       |
| 第一季 | 第一季        | 第一季             | 第一季 | 第一季     |
| ------ | ------------- | ------------------ | --- | ---------- |
| 1      | 2018年2月17日 | 光良 王心凌 周筆暢 | 第一轮曲目： #《童话》 #《掌心》 #《当你》 #《睫毛弯弯》 #《谁动了我的琴弦》 #《密友》 第二轮曲目： #《第一次》 #《彩虹的微笑》 第三轮曲目： #《想见你》（與參賽者合唱）                                                 | 光良组胜   |
| 2      | 2018年2月24日 | 方大同 周傳雄      | 第一轮曲目： #《爱爱爱》 #《三人游》 #《黄昏》 #《寂寞沙洲冷》 第二轮曲目： #《很不低调》 #《我的心太乱》 第三轮曲目： #《Love Song》（與參賽者合唱）                                                                    | 方大同组胜 |
| 3      | 2018年3月3日  | 趙傳 辛曉琪        | 第一轮曲目： #《我是一只小小鸟》 #《我很丑可是我很温柔》 #《我终于失去了你》 #《味道》 #《遗忘》 #《女人何苦为难女人》 第二轮曲目： #《爱要怎么说出口》 #《领悟》 第三轮曲目： #《给所有知道我名字的人》（與參賽者合唱） | 赵传组胜   |
| 4      | 2018年3月10日 | 范瑋琪 林宥嘉      | 第一轮曲目： #《那些花儿》 #《可不可以不勇敢》 #《最初的梦想》 #《说谎》 #《全世界谁倾听你》 第二轮曲目： #《最重要的决定》 #《残酷月光》 第三轮曲目： #《浪费》（與參賽者合唱）                                         | 林宥嘉组胜 |
| 5      | 2018年3月17日 | 胡海泉 陳羽凡 羽泉 | 第一轮曲目： #《最美》 #《心似狂潮》 #《奔跑》 #《彩虹》 #《深呼吸》 第二轮曲目： #《朋友难当》 第三轮曲目： #《不弃不离》（與參賽者合唱）                                                                               | 羽泉组胜   |
| 6      | 2018年3月24日 | 詹雯婷 楊宗緯      | 第一轮曲目： #《我们的爱》 #《我要飞》 #《空白格》 #《凉凉》 第二轮曲目： #《Lydia》 #《其实都没有》 第三轮曲目： #《越过山丘》（與參賽者合唱）                                                                          | 杨宗纬组胜 |
| 7      | 2018年4月7日  | 張信哲             | 第一轮曲目： #《爱就一个字》 #《难以抗拒你容颜》 #《爱如潮水》 #《过火》 #《别怕我伤心》 第二轮曲目： #《宽容》 第三轮曲目： #《信仰》（與參賽者合唱）                                                                   | 不適用     |
| 8      | 2018年4月14日 | 曹格 費玉清        | 第一轮曲目： #《背叛》 #《寂寞先生》 #《一剪梅》 #《千里之外》 #《凤凰于飞》 第二轮曲目： #《夜来香》 #《世界唯一的你》 第三轮曲目： #《嘿嘿嘿》（與參賽者合唱）                                                         | 费玉清组胜 |
| 9      | 2018年4月21日 | 張韶涵             | 第一轮曲目： #《欧若拉》 #《寓言》 #《香水百合》 #《隐形的翅膀》 #《亲爱的那不是爱情》 第二轮曲目： #《遗失的美好》 第三轮曲目： #《梦里花》（與參賽者合唱）                                                             | 不適用     |
| 10     | 2018年4月28日 | 張碧晨 陳粒        | 第一轮曲目： #《开往早晨的午夜》 #《曾经守候》 #《奇妙能力歌》 #《小半》 第二轮曲目： #《一半一半》 #《历历万乡》 第三轮曲目： #《如也》（與參賽者合唱）                                                                 | 陈粒组胜   |
| 11     | 2018年5月5日  | 羅大佑             | 第一轮曲目： #《鹿港小镇》 第二轮曲目： #《童年》 #《野百合也有春天》 第三轮曲目： #《你的样子》（與參賽者合唱） | 不適用     |
| 12     | 2018年5月12日 | 張杰               | 第一轮曲目： #《这就是爱》 #《他不懂》 #《明天过后》 #《我们都一样》 第二轮曲目： #《逆战》 第三轮曲目： #《勿忘心安》（與參賽者合唱）                                                                                   | 不適用     |

## 相關節目
- 誰是大歌神 (2015年)
- 隱藏的歌手 (2016年)
- 蒙面唱將猜猜猜 (2019年)

## 電視節目的變遷
| 中国 浙江衛視 每周六21:10；每周六22:00（第十期开始） | 中国 浙江衛視 每周六21:10；每周六22:00（第十期开始） | 中国 浙江衛視 每周六21:10；每周六22:00（第十期开始） |
| ---------------------------------------------------- | ---------------------------------------------------- | ---------------------------------------------------- |
|                                                      | 異口同聲 （2018年2月17日－2018年5月12日）            |                                                      |
| —                                                    | —                                                    |                                                      |
| 臺灣 八大綜合台 每周五22:00-23:30                    |                                                      |                                                      |
| —                                                    | 異口同聲 （2018年11月9日－2019年1月25日）            | 梦想的声音 (第二季) （2019年2月8日-2019年4月19日）   |

## 外部連結
- 豆瓣电影上《異口同聲》的資料 （简体中文）
- 異口同聲 － 中国浙江卫视官方频道 - YouTube
- 異口同聲 - GTV八大電視 （页面存档备份，存于）